# Tana (Finnmark)
Tana ou Tana kommune, em sami Deatnu ou Deanu gielda) é uma comuna da Noruega, com 4 055 km² de área e 2 954 habitantes (2008).        